# Іньякі Саенс
Іньякі Саенс Арансена (ісп. Iñaki Sáenz Arenzana, нар. 29 квітня 1988, Лоґроньйо, Іспанія) — іспанський футболіст, півзахисник команди «Тенерифе».